# B級スポット

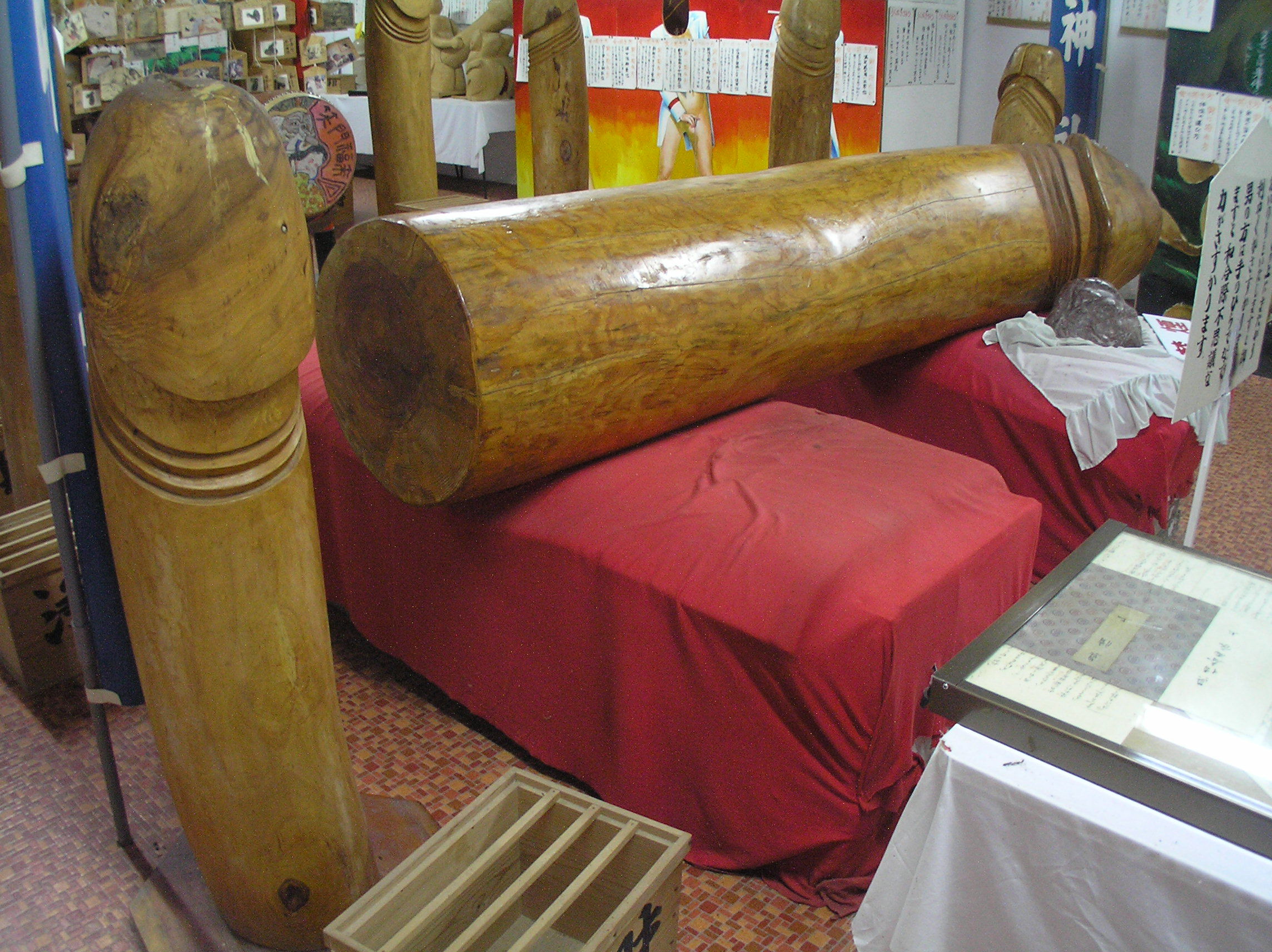
個人オーナーが自分の足で全国から蒐集した珍品を展示している淡路島立川水仙郷の秘宝館「ナゾのパラダイス」

B級スポット（ビーきゅうスポット）とは、一風変わった観光施設、あるいは観光地のこと。最近では「B級スポット」ではなく、「珍スポット」（ちんスポット）と呼ばれることが多い。

## 概要
B級スポットとは、人によって好みの分かれる観光施設或いは観光地のこと。B級観光地、B級施設などとも言う。1996年に出版された『珍日本紀行』が話題を呼び、それ以降B級スポットという言葉が世間に広まった。日本各地にある秘宝館が代表例である。
B級には安っぽいと言う意味もあるが、B級スポットは必ずしもチープな施設であるとは限らない。

## 主なインターネットサイト
B級スポットの探索を趣味とする人もいる。B級スポットの情報はそのほとんどがインターネットサイトから発信されている。
- おすすめ珍スポット
- 日本珍スポット100景-B級スポット観光ガイド- − 五十嵐麻理
- 珍寺大道場 − 小嶋独観
- 八画文化会館 − 八画
- 暇さえあればどっか行く・・・∑(ﾟДﾟ)-暇人のn氏
- デイリーポータルZ

## B級スポット関連書

### 書籍
- 都築響一 『珍日本紀行』（1996年　アスペクト）　ISBN 489366641X
- 大黒秀一 『転がる日本にバカ満ち足りて —あきらめの楽園へ』（2003年　WAVE出版）　ISBN 4872901576
- 都築響一 『珍世界紀行』（2004年　筑摩書房）　ISBN 4480876170
- 宮田珠己 『晴れた日は巨大仏を見に』（2004年　白水社）　ISBN 4560049920
- 大竹敏之・温泉太郎 『東海発 バカルト紀行』（2004年　風媒社）　ISBN 4833101092
- 小嶋独観 『珍寺大道場』（2004年　イーストプレス）　ISBN 4872575199
- 永谷正樹 『大名古屋大観光』（2005年　イーストプレス）　ISBN 4872575199
- 中野純・中里和人 『東京サイハテ観光』（2008年　交通新聞社）　ISBN 4330982080
- 小島健一・栗原亨・小林哲朗・津村匠 『ニッポン地下観光ガイド』（2008年　アスペクト）　ISBN 4757214251
- サカイトオル 『中国B級スポットおもしろ大全』（2008年　新潮社）　ISBN 4103070811
- 五十嵐麻理 『日本珍スポット100景』（2008年　ぴあ）　ISBN 4835616960
- 大竹敏之『東海珍名所九十九ケ所巡り』（2009年　中部経済新聞社）　ISBN 4885201284
- 中野純 『東京洞窟厳選100――穴があったら入りたい! 「地底の別世界」』（2009年　講談社）　ISBN 4062156598

### ムック
- 『全国お宝スポット魔境めぐり！ 別冊宝島378』（1998年　宝島社） ISBN 4796693785
- 『おバカ炸裂全国三ッ星珍スポットガイド』（2008年　大洋図書）　ISBN 4813062423
- 『関西珍スポＷａｌｋｅｒ』（2011年　角川マガジンズ）　ISBN 4047219169

### 雑誌
- 『ワンダーJAPAN』（2005年〜2012年　三才ブックス）
- 『ワンダーWORLD』（2008年　三才ブックス）
- 『八画文化会館』（2011年〜　八画）
- 『ワンダーJAPON』（2020年〜　スタンダーズ)

## テレビ番組
- 『探偵!ナイトスクープ』 − 「パラダイス物件」として多くの微妙なアミューズメント施設をネタにしている。
- 『シンボルず』− 町の中の変わったアート作品や場所にスポットを当て、みうらじゅんらがその魅力に迫っていく。
- 『ナニコレ珍百景』− 全国各地の珍スポットや珍風景を紹介し、「珍百景」を認定する。
- 『日本の<<異空間>>探検番組 ワンダーJAPAN TV』− サブカルチャー雑誌『ワンダーJAPAN』のTV版。
- 『別冊アサ秘ジャーナル』− 「活きた」ガイドブックを作ると称して、変わったスポットを紹介する。

## ギャラリー（国内外のB級スポットの一例）
- 鉄輪温泉の別府秘宝館
- 淡路島立川水仙郷の「ナゾのパラダイス」
- B級であるがゆえに客足が落ち、オーナーの死去とともに巨大な廃墟と化した淡路島平和観音寺（世界平和大観音像）
- 怪しげな仏像約4000体が洞窟に納められたラオス・パークウー洞窟